# 珠峰长蒴苣苔
珠峰长蒴苣苔（学名：Didymocarpus zhufengensis）为苦苣苔科长蒴苣苔属下的一个种。

## 扩展阅读
- 維基物種上的相關：珠峰长蒴苣苔